# Tropinota turanica
Tropinota turanica là một loài côn trùng trong họ Scarabaeidae. Loài này được Reitter miêu tả khoa học đầu tiên năm 1888.
Đây là loài gây hại phát triển phổ biến ở Uzbekistan.